# Corona vallaris
Corona vallaris, (latinul: bástyakoszorú), római katonai kitüntetés. Alakját nézve aranykoszorú, bástya alakú díszítéssel. Annak a katonának ajándékozták, aki egy ütközetben elsőként tört utat az ellenség táborába.